# Tränenpalast
Tränenpalast (dansk: Tårepaladset) var mellem 1962 og 1989 grænseovergang mellem Øst- og Vestberlin ved Berlin Friedrichstraße togstationen. I dag er det et museum med udstillinger om Berlin under den kolde krig og om Tysklands genforeningsproces. Tränenpalast var også grænseovergang for rejsende med Berlins S- og U-bahnlinjer og tog mellem Øst- og Vesttyskland, og den blev udelukkende brugt til overgange i vestgående retning. Den havde separate checkpoints for vestberlinere, vesttyskere, udlændinge, diplomater og østtyskere.
Betegnelsen Tränenpalast er afledt af de mange tårevædede afskeder, som fandt sted foran bygningen, mellem vestlige besøgende og østtyske borgere, som ikke havde lov til at rejse ind i Vestberlin.

## Grænsepost under Berlinmuren
Selvom stationen Berlin Friedrichstraße lå helt inde i Østberlin kunne nogle stationer på S- og U-bahnlinjerne kun tilgås fra Vestberlin på grund af Berlinmuren. Rejsende i Vestberlin kunne bruge stationen til at skifte mellem linjerne eller til at krydse grænsen ind i Østtyskland. Selve bygningen Tränenpalast blev opført efter trafikken blev større og begrænsningerne på stationens nedre del gjorde det nødvendigt at udvide.

## Efter Berlinmurens fald
Indtil 2006 blev bygningen brugt som natklub og musikscene. Umiddelbart efter Berlinmurens fald satte DDR-regeringen den på en fredningsliste over historiske monumenter dagen inden Tysklands genforening den 3. oktober 1990.

## Museum
I 2008 blev Tränenpalast et føderalt mindesmærke. Den 15. september 2011 åbnede Haus der Geschichte museet for offentligheden med udstillinger om Berlin under den kolde krig. Den udstiller originale objekter, dokumenter, fotografier og audio-visuelt materiale om grænseovergangen, og museet giver også en gennemgang af Tysklands genforeningsproces.
Den tyske kansler Angela Merkel deltog i åbningen af museet, og i de første to uger besøgte mere end 30.000 besøgende museet. Der er gratis adgang for alle besøgende.